# James Cerretani
James Cerretani (Reading, 2 de Outubro de 1981) é um tenista profissional norte-americano, possui três títulos nível ATP em duplas, sua especialidade, seu melhor ranking de N. 45.

## ATP Tour finais

### Duplas: 4 (3–1)
| Legenda                                                         |
| Grand Slam                                                      |
| Tennis Masters Cup / ATP World Tour Finals                      |
| ATP Masters Series / ATP World Tour Masters 1000                |
| ATP International Series Gold / ATP World Tour 500 Series (1/0) |
| ATP International Series / ATP World Tour 250 Series (2/1)      |

| Outcome | N. | Data              | Torneio                                          | Piso   | Parceiro       | Oponentes                        | Placar            |
| Vice    | 1. | Maio 19, 2008     | Grand Prix Hassan II, Casablanca, Marrocos       | Saibro | Todd Perry     | Albert Montañés Santiago Ventura | 1–6, 2–6          |
| Campeão | 1. | Julho 14, 2008    | Austrian Open, Kitzbühel, Áustria                | Saibro | Victor Hănescu | Lucas Arnold Ker Olivier Rochus  | 6–3, 7–5          |
| Campeão | 2. | Fevereiro 2, 2009 | SA Tennis Open, Johannesburgo, África do Sul     | Duro   | Dick Norman    | Rik de Voest Ashley Fisher       | 6–7, 6–2, [14–12] |
| Campeão | 3. | Fevereiro 6, 2011 | SA Tennis Open, Johannesburgo, África do Sul (2) | Duro   | Adil Shamasdin | Scott Lipsky Rajeev Ram          | 6–3, 3–6, [10–7]  |